# Synema mandibulare
Synema mandibulare là một loài nhện trong họ Thomisidae.
Loài này thuộc chi Synema. Synema mandibulare được Maria Dahl miêu tả năm 1907.